# Медаља за ревност
Медаља за ревност је установљена у вријеме Књажевине Црне Горе 1895. године. На лицу је рељефни лик десног профила Кнеза Николе а на наличју је ријеч Ревност уоквирен ловоровим и храстовим гранама. Имала је два ранга (златни и сребрени). Додјељивана је Црногорцима као и осталим људима заслужним за доприносе Црној Гори.
Један од добитника ове медаље био је пјесник из Бара, Мило Јововић.

## Историја
Медаља за ревност је установљена за заслуге стечене у државној служби у грађанству и војсци. Установљена је као златна и сребрна медаља 1895. године.
Медаље су коване у бечкој фирми „Vinc, Mayers fils“.

## Опис
На аверсу медаље је лик кнеза Николе I Петровића окренут надесно. Око лика је кружни натпис: „Никола I Књаз Црногорски“. У овом, неизмењеном облику медаља је додељивана и након проглашења Николе I за краља Црне Горе 1910. године. На реверсу медаље је натпис у два хоризнотална реда: „ЗА РЕВНОСТ“. Око натписа су две гране од ловора и храста, које чине венац отворен нагоре, а доле су свезане машницом.
Како наводи историчар уметности и фалеристичар Радомир Столица, на основу познатих примерака, ова медаља је доживела више ковања. Он констатује постојање два типа медаља који се разликују по степену рељефности и различитим решењима у обради детаља кнежевог лика и венца. Такође је и ушица медаље рађена у две варијанте — ушица у облику бобице са алком и ушица код које је правоугаона алка спојена шарком са медаљом.
Кад је реч о материјалу од које су израђене, сребрна медаља је кована од сребра и посребрене бронзе, а златна медаља је кована од позлаћеног сребра и позлаћене бронзе. Све варијанте су подједнако често присутне. Димензија медаље је пречника 31 милиметар.
Трака медаље је правоугаоног облика, димензија 45 x 40 mm, моарирана и подељена уздужно на три поља: црвено, плаво и бело.